# Замок Бларни
Замок Бларни (англ. Blarney) находится в деревне Бларни, графство Корк в Ирландии.

## История замка

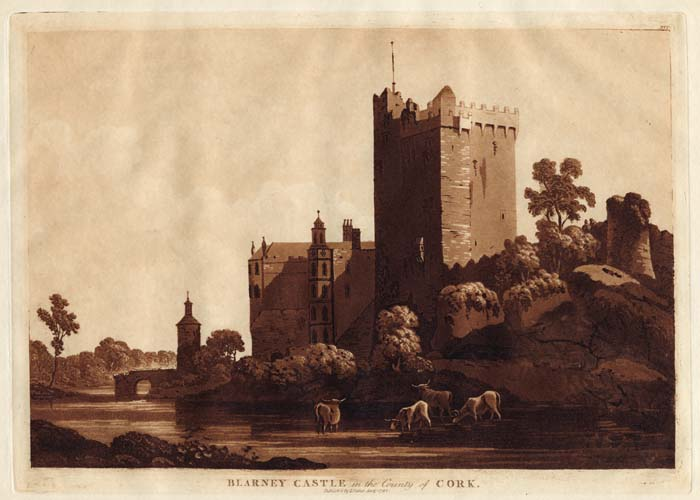
Замок Бларни в 1795 году на акватинте Джонатана Фишера

Замок Бларни — третья по счёту крепость, построенная на этом месте. Первая постройка была деревянной и датируется X веком. Около 1210 года вместо неё построили каменную крепость. Впоследствии она была разрушена и в 1446 году Дермот Маккарти, правитель Манстера, построил на этом месте третий по счёту замок, который и сохранился до наших дней.
В XVI веке замком хотела завладеть королева Елизавета I. Она направила в Бларни графа Лестера, своего доверенного человека. Но всякий раз когда он пытался договориться о сдаче замка, Маккарти устраивали для королевского посланника пир или придумывали другие способы, чтобы потянуть время. Когда королева потребовала у Лестера отчёт о его успехах, он отделался длинным письмом, полным витиеватых выражений. В результате замок так и не был передан королеве.
В XVII веке замок осадил лорд Брогилл, военачальник Кромвеля. Во время осады стены замка были сильно повреждены. Но когда Брогилл и его люди вошли в замок, оказалось, что его обитатели, захватив всё самое ценное (в том числе золотую посуду), ушли через Барсучьи пещеры — систему подземных ходов, устроенных под замком. Одна из веток Барсучьих пещер вела к озеру. Новый владелец Бларни пытался осушить озеро, решив, что именно туда беглецы бросили золотые столовые предметы, но безуспешно — на дне озера ничего не было.

## Камень Красноречия

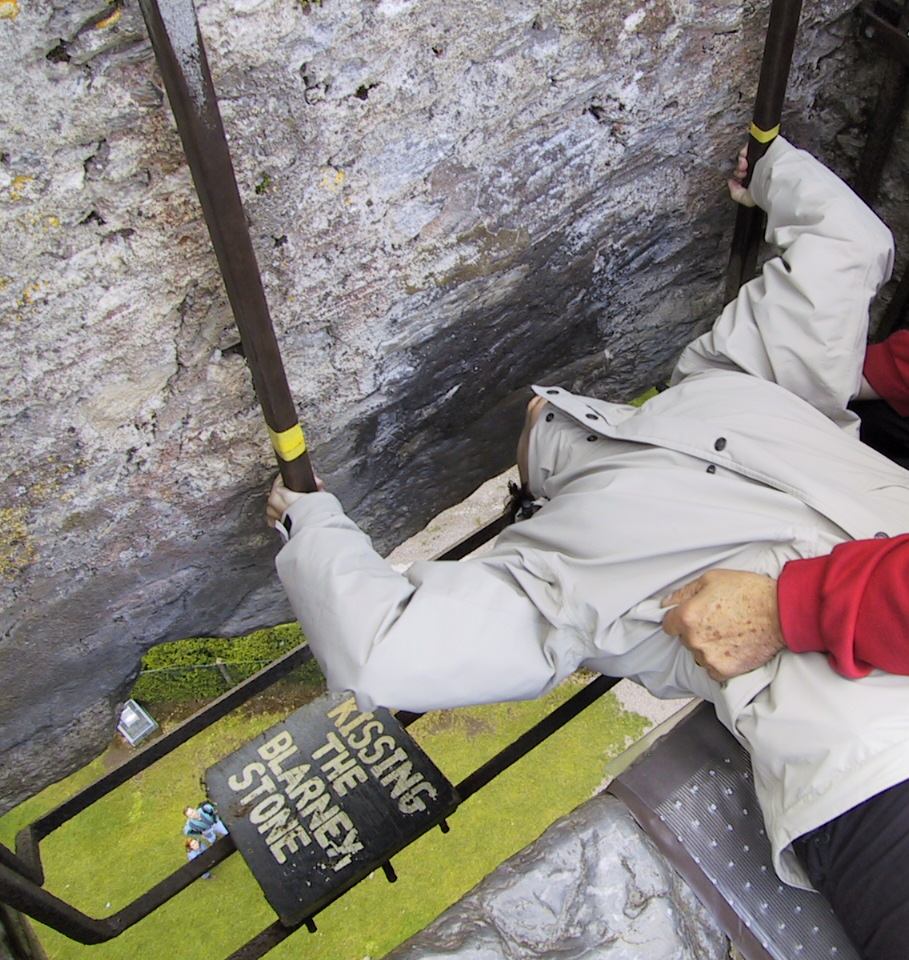
Камень Красноречия

В 1314 году предок Дермота, Кормак Маккарти, отправил из Манстера 4000 своих подданных в помощь Роберту Брюсу в битве при Баннокберне, где тот сражался с английским королём Эдуардом II. Брюс одержал победу и в качестве знака признательности подарил Кормаку половину Скунского камня, на котором в старину короновали королей Шотландии. Камень вмонтировали в стену замка, и, как гласит легенда, тот, кто поцелует камень, — обретёт дар красноречия.